# (14908) 1993 OQ4
A (14908) 1993 OQ4 a Naprendszer kisbolygóövében található aszteroida. Eric Walter Elst fedezte fel 1993. július 20-án.